# Christian Frederik Reiersen
Christian Frederik Reiersen (født 16. marts 1826 på Christianshavn, død 11. september 1874 i Valby) var en dansk forfatter, sønnesøn af Holger Christian Reiersen.
Reiersen var søn af skibskaptajn Holger Jacobæus Reiersen (31. august 1794 - 6. februar 1855) og Else Cathrine, født Soltwedel (14. juni 1799 - 4. oktober 1832). Som moderløs dreng blev han sat i Herlufsholms Skole, hvorfra han dimitteredes 1843, og i 1849 tog han teologisk embedseksamen. Strax derpå deltog han i krigen og var derefter i 3 år huslærer på Skovsgaard ved Sorø. I 1854 blev han ansat som lærer ved Københavns vestre Betalingsskole og overlærer ved Søetatens skoler, hvilken virksomhed i høj grad fængslede og tiltalte ham. Han var en åndsaristokrat med sjælden begavelse, en lunerig og godmodig satiriker, godgjørende og beskeden, men med et skrøbeligt legeme og et forsømt ydre. Hans hjemløse ungdom havde gjort ham vemodig inderst inde, og bristede forhåbninger i hans senere liv dræbte en del livsglæde i ham, ligesom de vistnok bevirkede, at han, der oprindelig havde bestemt sig til at være præst og havde øvet sig i at prædike, opgav sine planer i denne retning.
1862 udgav han den på mange interessante enkeltheder rige og ved en fængslende intrige karakteriserede roman Fra Drømmenes Land, et Forsøg i den experimenterende Psykologi af Victor Hilarius, en i sin tid meget læst og omtalt bog, der fremkaldte vidtløftige anmeldelser, af hvilke Clemens Petersens i "Fædrelandet" foranledigede forfatteren til at udgive en polemisk piece: Et Brev fra Victor Hilarius til en Ven i Kjøbenhavn (1862). En frugt af hans krigerliv var den kvikke, med lune og ironi skrevne Fra Felten, af en gammel Soldats Erindringer (1867). Endelig beskæftigede han sig en del med den højere matematik, og i Mathematisk Tidsskrift for 1865 har han meddelt løsningen af en opgave hørende til differentialregning. En tiltagende svaghed bevirkede, at han i 1873 måtte tage afsked med sin lærergerning, og efter et par dages sygeleje døde han 1874.